# دیدی زاناوی
دیدی زاناوی (به لاتین: Didi Zanavi) یک منطقهٔ مسکونی در گرجستان است که در سامتسخه-جاواختی واقع شده‌است. دیدی زاناوی ۲۹۷ نفر جمعیت دارد و ۱٬۴۸۰ متر بالاتر از سطح دریا واقع شده‌است.